# Ogólnopolski Konkurs Poetycki „O liść konwalii” im. Zbigniewa Herberta

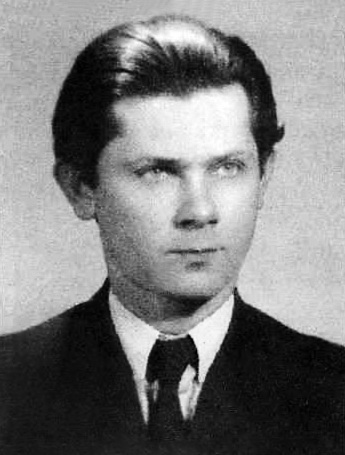
Zbigniew Herbert

Ogólnopolski Konkurs Poetycki „O liść konwalii” im. Zbigniewa Herberta – konkurs organizowany przez Centrum Kultury Dwór Artusa w Toruniu i Urząd Miasta Torunia. Do 2024 odbyło się 37 edycji tego konkursu.

## Edycje

### II edycja (1988)
- nagrody w dziale poezji: M. Bynerow, W. Fułek, R. Leński
- nagrody w dziale prozy: P. Jaszczuk, R. Ropa, J. Awgulowa[1]

### III edycja (1989)
- nagrody: S. Ciesielski (dwukrotnie), P. Piatek, M. Bochenek, M. Sierkowski, G. Woźniak, M. Bynerow
- wyróżnienia: A. Juszczyk, B. Balcerowicz[2]

### IX edycja (1995)
- nagrody: Mariusz Baryła, Marek Brymora i Alojzy Michalski, Michał Bendkowski[3]

### XI edycja (1997)
Laureaci:
- I nagroda: Radosław Kobierski
- II nagroda: Sylwia Martin
- III nagroda: Justyna Wencel
- wyróżnienia: Marian Bednarek, Zdzisław Drzewiecki, Maciej Porzycki i Maciej Woźniak[4]

### XII edycja (1998)
Laureaci:
- I nagroda: Marek Kowalik
- II nagroda: Piotr Król
- III nagroda: Robert Rybicki
- wyróżnienia: Henryk Liszkiewicz, Paweł Tański, Jerzy Woliński, Kornel Kiełbowicz, Lidia Zabiegałowska, Wiesław Szymański i Barbara Dohnalik[4]

### XIII edycja (1999)
Laureaci:
- I nagroda: Grzegorz Jankowicz
- II nagroda: Barbara Gruszka-Zych
- III nagroda: Maciej Woźniak
- wyróżnienia: Lech Grala, Mariusz Baryła i Mariusz Byliński[4]

### XIV edycja (2000)
Laureaci:
- I nagroda: Piotr Bohdziewicz
- II nagroda: A.K. Wyrzykowski
- III nagroda: Anetta Kuś

- wyróżnienia: Ewa Herniczek i Alicja Mazan[4]

### XV edycja (2001)
Laureaci:
- I nagroda: Andrzej Ratajczak
- II nagroda: Krzysztof Grzelak
- III nagroda: Maciej Woźniak
- wyróżnienia: Robert Gmiterek[4]

### XVI edycja (2002)
Laureaci:
- I nagroda: Maciej Robert
- II nagroda: Bogumiła Kołodziejska i Roman Honet
- wyróżnienia: Agnieszka Jędrzejczak i Henryk Liszkiewicz[4]

### XVII edycja (2003)
Laureaci:
- I nagroda: Jacek Karolak
- II nagroda: Jacek Dehnel
- III nagroda: Robert Cezary Grela
- wyróżnienia: Artur Turski, Jolanta Stelmasiak, Janusz Nowak, Edmund Pietryk i Piotr Macierzyński[4]

### XVIII edycja (2004)
Laureaci:
- I nagroda: Zbyszek Tahler
- II nagroda: Natalia Jackowska i Dorota Niżyńska
- III nagroda: Marcin Cielecki
- wyróżnienia: nie przyznano[4]

### XIX edycja (2005)
Laureaci:
- I nagroda: Krzysztof Lisowski
- II nagroda: Bartosz Konstrat i Anna Senkowska
- III nagroda: Krzysztof Boczkowski
- wyróżnienia: nie przyznano[4]

### XX edycja (2006)
Laureaci:
- I nagroda: Zbigniew Milewski
- II nagroda: Jerzy Woliński
- III nagroda: Agata Chmiel
- wyróżnienia: Łukasz Jarosz, Ewa Parma, Kamila Szutkowska i Piotr Lewicki[4]

### XXI edycja (2007)
Laureaci:
- I nagroda: Anna Popiel
- II nagroda: Wojciech Hieronymus Borkowski
- III nagroda: Jarosław Jakubowski
- wyróżnienia: Przemysław Owczarek, Ela Galoch i Paweł Ryś[4]

### XXII edycja (2008)
Jury: Wacław Oszajca, Krzysztof Karasek, Wojciech Kass
Laureaci:
- I nagroda: Tomasz Stolecki
- II nagroda: Czesław Markiewicz
- III nagroda: Rafał Skonieczny
- wyróżnienia: Piotr Tomczak, Tomasz Dalasiński i Izabela Kawczyńska[4]

### XXIII edycja (2009)
Laureaci:
- I nagroda: Tomasz Bąk
- II nagroda: Piotr Gajda
- III nagroda: Kamil Kamiński i Ida Sieciechowicz
- wyróżnienia: Katarzyna Zając, Marta Kapelińska, Wojciech Kazimierski i Agnieszka Smołucha[6]

### XXIV edycja (2010)
Jury w składzie: Krzysztof Karasek (przewodniczący), Jacek Dehnel, o. Wacław Oszajca SJ i Tomasz Bąk po ocenie 245 zestawów (1225 utworów poetyckich) przyznało następujące nagrody i wyróżnienia:
- I nagroda: Maciej Kotłowski
- II nagroda: Mirosław Gabryś
- III nagroda: Marek Lobo Wojciechowski
- wyróżnienia: Karol Graczyk, Agnieszka Tomczyszyn, Janusz Radwański i Robert C. Grala[7]

### XXV edycja (2011)
Jury w składzie: o. Wacław Oszajca SJ (przewodniczący), Jacek Dehnel, Maciej Woźniak i Maciej Kotłowski po ocenie 285 zestawów (1425 utworów poetyckich) przyznało następujące nagrody i wyróżnienia:
- I nagroda: Janusz Radwański
- II nagroda: Piotr Macierzyński
- III nagroda: Kamil Sokołowski
- wyróżnienia: Karol Graczyk, Paweł Podlipniak, Czesław Markiewicz, Piotr Jemioło i Hanna Dikta[8]

### XXVI edycja (2012)
Jury w składzie: Jacek Dehnel (przewodniczący), o. Wacław Oszajca SJ, Maciej Woźniak i Janusz Radwański po ocenie 383 zestawów (1789 utworów poetyckich) przyznało następujące nagrody i wyróżnienia:
- II nagroda: Karol Mroziński i Szymon Słomczyński
- III nagroda: Jarosław Moser
- wyróżnienia: Czesław Markiewicz, Karolina Kułakowska, Jolanta Nawrot, Piotr Jemioło i Paweł Podlipniak[9]

### XXVII edycja (2013)
Jury w składzie: Maciej Woźniak (przewodniczący), o. Wacław Oszajca SJ i Joanna Liczner-Mueller po ocenie 411 zestawów (2050 utworów poetyckich) przyznało następujące nagrody i wyróżnienia:
- I nagroda: Bożena Kaczorowska
- II nagroda: Marcin Cielecki
- III nagroda: Monika Brągiel
- wyróżnienia: Agnieszka Tomczyszyn-Harasymowicz, Dominik Żyburtowicz, Ewa Włodarska i Bartosz Konstrat[10]

### XXVIII edycja (2014)
Jury w składzie: Joanna Liczner-Mueller (przewodnicząca), o. Wacław Oszajca SJ i Maciej Woźniak po ocenie 279 zestawów (1282 utworów poetyckich) przyznało następujące nagrody i wyróżnienia:
- II nagroda: Paweł Podlipniak i Bolesław Wierzbicki
- III nagroda: Maciej Zdziarski
- wyróżnienia: Marta Stępniak i Karol Mroziński
- nagroda specjalna za najlepszy pojedynczy wiersz spoza nagrodzonych zestawów: Karol Graczyk[11]

### XXIX edycja (2015)
Jury w składzie: Wojciech Boros (przewodniczący), Joanna Liczner-Mueller i Maciej Woźniak po ocenie 341 zestawów (1681 utworów poetyckich) przyznało następujące nagrody i wyróżnienia:
- I nagroda: Tomasz Smogór
- II nagroda: Ewa Frączek
- III nagroda: Czesław Markiewicz i Rafał Baron
- wyróżnienia: Paweł Podlipniak, Tomasz Dalasiński i Ewa Włodarska[12]

### XXX edycja (2016)
Jury w składzie: Paweł Tański (przewodniczący), Wojciech Boros i Maciej Woźniak po ocenie 321 zestawów (1444 utworów poetyckich) przyznało następujące nagrody i wyróżnienia:
- I nagroda: Mariusz Baryła
- II nagroda: Patryk Kosenda
- III nagroda: Marcin Królikowski i Janusz Lisicki
- wyróżnienia: Rafał Baron, Piotr Piątek, Monika Brągiel i Klaudia Mazur[13]

### XXXI edycja (2017)
Jury przyznało następujące nagrody i wyróżnienia:
- I nagroda: Ewa Frączek
- II nagroda: Marcin Jurzysta
- III nagroda: Karol Graczyk i Mariusz S. Kusion

- wyróżnienia: Mirosław Mrozek, Patryk Kosenda, Stanisław Pawełek, Ewa Włodarska[14]

### XXXII edycja (2018)
Jury w składzie: Paweł Tański, Joanna Liczner oraz Maciej Woźniak przyznało następujące nagrody i wyróżnienia:
- I nagroda: Rafał Baron
- II nagroda: Antonina M. Tosiek
- III nagroda: Marta Kapelińska, Piotr Piątek
- wyróżnienia: Karol Graczyk (nagroda odebrana autorowi z powodu naruszenia regulaminu konkursu), Patryk Kosenda, Paweł Podlipniak[15]

### XXXIII edycja (2019)
Jury w składzie: Joanna Mueller, Natalia Malek i Barbara Klicka po ocenie 320 zestawów (1600 utworów poetyckich) przyznało następujące nagrody i wyróżnienia:
- I nagroda Łukasz Kaźmierczak/Łucja Kuttig
- II nagroda: Jerzy Fryckowski i Natalia Wawrzyniak
- III nagroda: Karolina Sałdecka
- wyróżnienia: Wojciech Roszkowski i Ida Sieciechowicz[16]

### XXXIV edycja (2021)
Jury: Natalia Malek (przewodnicząca), Joanna Mueller i Maciej Woźniak przyznało następujące nagrody i wyróżnienia:
- nagrody I stopnia: Tomasz Wojtach, Bartosz Konstrat, Kamila Szmigiel
- wyróżnienia: Małgorzata Osowiecka, Grażyna Zielińska, Maciej Anczyk, Jacek Wilczewski[17]

### XXXV edycja (2022)
Jury: Maciej Woźniak (przewodniczący), Joanna Mueller i Natalia Malek przyznało następujące nagrody i wyróżnienia:
- nagrody: Aglaja Janczak, Kinga Markowska, Beata Kołodziejczyk
- wyróżnienia: Ewelina Kuśka, Tomasz Lorenc, Lesław Wolak, Krzysztof Kwintkiewicz[18]

### XXXVI edycja (2023)
Jury: Justyna Kłosińska-Krikel (przewodnicząca), Joanna Mueller i Maciej Woźniak przyznało następujące nagrody i wyróżnienia:
- I miejsce: Lidia Karbowska
- II miejsce: Janusz Taranienko
- III miejsce: Ewelina Cis, Joanna Wróbel
- wyróżnienie: Julia Tkacz[19]

### XXXVII edycja (2024)
Jury: Marcin Jurzysta (przewodniczący), Justyna Kłosińska i Monika Sieklucka przyznało następujące nagrody i wyróżnienia:
- I miejsce: Piotr Piątek
- II miejsce: Jerzy Fryckowski
- III miejsce: Piotr Macierzyński
- wyróżnienie: Mateusz Czajka, Paweł Podlipniak, Jacek Świłło[20]